# Lumie
Die Lumie (Citrus × lumia, Syn.: Citrus lumia Risso Citrus lumia Risso. & Poit., Citrus aurantiifolia (Christm. et Panz.) Swingle var. lumia hort), auch Süße Limone oder Patriarch-Zitrone genannt, ist eine Hybride aus der Pflanzengattung Zitruspflanzen (Citrus) innerhalb der Familie der Rautengewächse (Rutaceae).

## Trivialnamen in anderen Sprachen
Trivialnamen in anderen Sprachen sind in chinesischer Sprache 露蜜 Lu mi; in englischer Sprache French lime, Pear lemon, Sweet lemon; französischer Sprache Lumie; japanischer Sprache ル ミー  Rumii; vietnamesischer Sprache Chanh Pháp.

## Beschreibung und Sorten
Die Lumie wächst als Baum, der Wuchshöhen von 3 bis 6 Meter erreicht. Die Kronblätter sind rosafarben. Die bei der Stammform kugelig bis oval geformte Frucht ist außen gelb. Die Schale, deren Oberfläche von sehr rau bis relativ glatt variiert, ist nach innen mehr oder weniger mit einer weißen schwammigen Masse, der nicht essbaren Albedo, ausgekleidet. Die Fruchtschale ist dicker als bei Limonen. Die gelbe bis gelb-rote Pulpa ist süß.

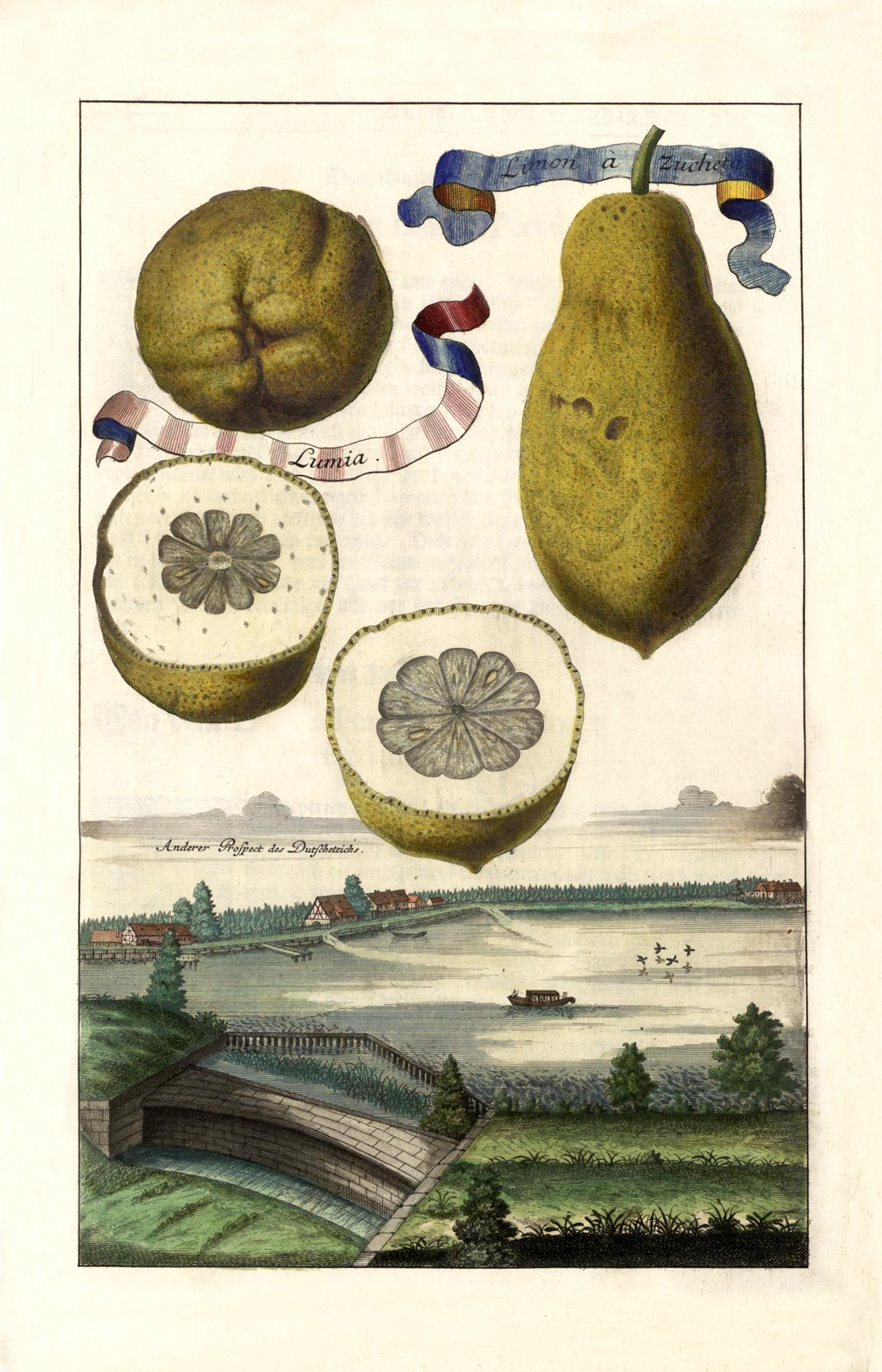
Der Lumia durch Johann Christoph Volckamer.

Eine Sorte ist die Birnenlimone oder Birnenlumie (= 'Poire du commandeur'), die große, birnförmige, glatte, dickschalige Früchte bildet. Eine weitere Sorte ist die Komturbirne oder Citrus lumia 'Pyriformis' mit breiten, rundlichen Früchten.

## Anbau
Unter günstigen klimatischen Bedingungen kann die Lumie zweimal im Jahr Blüten und Früchte tragen. Die Blütezeit dauert mindestens zwei Monate. Die reifen Früchte können dann weitere zwei Monate am Baum hängen bleiben, bevor sie geerntet werden. Die „Frühlingsblüte“ produziert die besten Früchte, deren Ernte dann den ganzen Winter über von November bis April oder Mai erfolgt. Die zweite Blütezeit, die manchmal in den kommerziellen Plantagen erzwungen wird, findet im August und September statt, und die Früchte können nach dem Ende des Winters ungefähr ab Mai geerntet werden. Unter günstigen Bedingungen kann ein ausgewachsener Baum 600 bis 800 Früchte pro Jahr liefern.